# Saint-Saturnin-lès-Apt
Saint-Saturnin-lès-Apt – miejscowość i gmina we Francji, w regionie Prowansja-Alpy-Lazurowe Wybrzeże, w departamencie Vaucluse.
Według danych na rok 2005 gminę zamieszkiwało 2579 osób, a gęstość zaludnienia wynosiła 28 osób/km² (wśród 963 gmin regionu Prowansja-Alpy-W. Lazurowe Saint-Saturnin-lès-Apt plasuje się na 258. miejscu pod względem liczby ludności, natomiast pod względem powierzchni na miejscu 67.).

## Populacja

Populacja Saint-Saturnin-lès-Apt w latach 1962-2008